# Мне осталась одна забава
«Мне осталась одна забава…» — стихотворение русского поэта Сергея Есенина (1895—1925), написанное в 1923 году. Издан впервые в 1924 году в журнале «Гостиница для путешествующих в прекрасном» с ещё двумя стихотворениями «Да! Теперь решено. Без возврата», «Я усталым таким ещё не был» под общим названием «Москва кабацкая»..
Сам автор написал про данную подборку стихотворений: «выбрал самое характерное и что считаю лучшим». С июля 1924 года стихотворение печаталось в сборнике стихотворений «Москва кабацкая» с ещё 18 произведениями поэта, хотя в первом издании осталось только в содержании, а сам текст произведения был изъят редактором с пометкой «выкинуть».
Автор сливает в произведении две своих личины, скандальную и обаятельную, в одно целое. Строки данного стихотворения ещё долго мелькали в критических статьях.
"Поистине, Есенин обладал даром внушения; в дальнейшем словно эхо строк о розе и жабе прокатилось по критическим статьям, мемуарам и поминальным стихам: поэта называли «благочестивым русским хулиганом»(так назвал поэта Игорь Северянин).
В произведении ярко выражены приёмы Есенина-имажиниста, когда поэт прочно всаживал в «ладони читательского восприятия занозу образа», а затем проявлял нежность, «смазывал рану, чтобы сделать читателя беззащитным против его чар». Стихотворение «Мне осталась одна забава…» перекликается с «Я обманывать…» и будто завершает раздумье поэта о том, что пора в свою жизнь внести покой и примирение.

## Адаптация произведения
- В 1990 году стихотворение положено на музыку Сергея Беляева и в исполнении Александра Малинина вышло на пластинке «Неприкаянный» (фирма «Мелодия»). Песня стала лауреатом «Песни года». В песни есть отклонение от оригинала: «Стыдно мне, что я в бога не верил» вместо «Стыдно мне, что я в бога верил».
- В 2012 году вышел сольный альбом Алексея Горшенёва «Душа поэта» на стихи Сергея Есенина, в котором прозвучала «Мне осталась одна забава…» на музыку Горшенёва.